# Centennial Gardens
El Jardín del Centenario (en inglés : Centennial Gardens) es un jardín botánico xeriscape de unos 5 acres de extensión que se encuentra en el centro de Denver Colorado.
Depende administrativamente del Jardín Botánico de Denver del que es un jardín satélite.
El código de identificación del Denver Botanic Gardens como miembro del "Botanic Gardens Conservation International" (BGCI), así como las siglas de su herbario es KHD.

## Localización
Se encuentra ubicado en el lado noreste del « Six Flags Elitch Gardens », cerca de la 15th y Little Raven.
Centennial Gardens 1101 Little Raven Street, Denver Denver county Colorado CO 80202 United States of América-Estados Unidos de América
Planos y vistas satelitales.39°43′57″N 104°57′39.6″O / 39.73250, -104.961000.

## Historia
Después de una visita a los jardines formales de Versalles en Francia, el antiguo alcalde de Denver el señor Webb y su señora, Wilma Webb, se inspiraron en su trazado para a su vuelta se diseñara el parque del centenario en forma de parterre.
El alcalde pidió al Jardín Botánico de Denver que diseñaran un jardín urbano formal para goce de la ciudad a lo largo de la meseta del sur. 

## Colecciones
« Jardín formal » con parterres donde las plantas que se utilizan son plantas endémicas del suroeste americano tolerantes de la sequía y con reducidos requerimientos de riego.